# Cyttaria harioti
Il Pan dell' Indio (Cyttaria harioti) è un fungo appartenente al genere Cyttaria.